# Siri Eftedal
Siri Eftedal (Skien, 22 de maio de 1966) é uma ex-handebolista profissional norueguesa, medalhista olímpica.
Siri Eftedal fez parte da geração medalha de prata em Barcelona 1992.